# Acuario del COEX
El Acuario del COEX o COEX Aquarium (en coreano: 코엑스 아쿠아리움) se localiza en el distrito Gangnam de la ciudad de Seúl, y se trata de uno de los acuarios más grandes de Corea del Sur con más de 40.000 criaturas de más de 650 especies en exhibición. El acuario COEX consiste en 90 tanques de exhibición agrupados en catorce "zonas de descubrimiento", incluyendo seis áreas temáticas. el acuario está ubicado en el centro comercial COEX, que es, en sí, parte del Centro de Convenciones y exhibiciones (COEX por sus siglas en inglés). El acuario abrió sus puertas en el año 2000.